# Saqueo de obras de arte

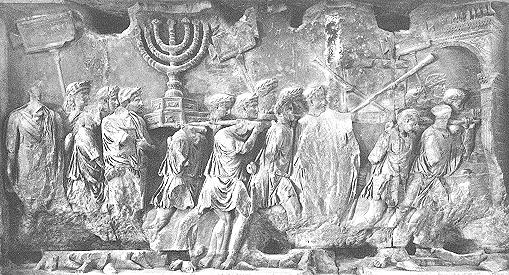
El saqueo de Jerusalén, muro interior del Arco de Tito, Roma

El saqueo de obras de arte ha sido consecuencia del pillaje durante la guerra, desastres naturales y disturbios durante siglos. El expolio de objetos artísticos, arqueológicos y otros bienes culturales puede ser un acto criminal oportunista o un caso más organizado de saqueo ilegal o poco ético por parte del vencedor de un conflicto. El término "arte saqueado" refleja prejuicios, y si un determinado arte ha sido tomado legal o ilegalmente es a menudo objeto de leyes contradictorias e interpretaciones subjetivas de gobiernos y personas. 
Los términos relacionados incluyen robo de arte (el robo de artefactos valiosos, principalmente por razones comerciales), antigüedades ilícitas (antigüedades o artefactos de interés arqueológico comercializados de manera encubierta, encontrados en excavaciones ilegales o no reguladas), procedencia (el origen o fuente de una obra de arte).) y la restitución cultural (el proceso de devolución de obras de arte y antigüedades a sus legítimos propietarios).

## Historia

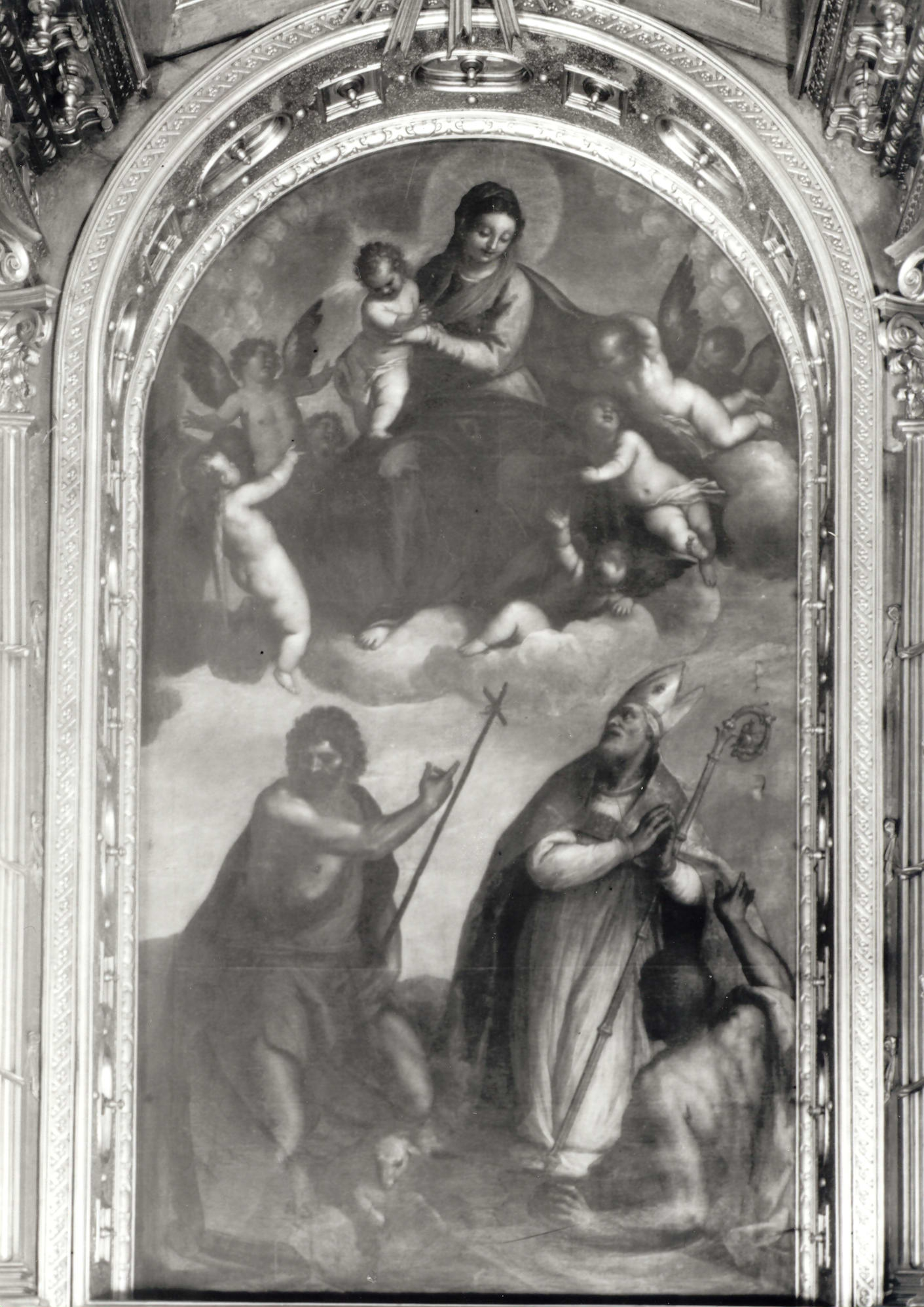
La Virgen y el Niño con San Juan Bautista y San Estanislao de Palma il Giovane fue saqueada por Napoleón y devuelta a Varsovia en la década de 1820. Posteriormente fue destruido por los alemanes durante el Levantamiento de Varsovia.

El saqueo de arte tiene una larga historia: la parte ganadora de los conflictos armados a menudo saquea al perdedor y, en ausencia de un orden social, la población local a menudo se suma a ellos. El contenido de casi todas las tumbas de los faraones ya había sido casi completamente robado por los saqueadores de tumbas antes de la invasión de Egipto por parte de Alejandro Magno en el año 332 a. C. Ha habido un total de siete saqueos de Roma. El Antiguo Testamento incluye varias referencias al saqueo de arte y tesoros, en el Libro de Crónicas se dice: "Siseac, el rey de Egipto, atacó Jerusalén y se llevó los tesoros del templo del Señor y del palacio real; se llevó todo, incluso los escudos de oro que había hecho Salomón",  y en el Libro de Jeremías 15:11 el Señor dice: "Jerusalén, ciertamente te enviaré lejos para tu propio bien. Ciertamente traeré sobre ti al enemigo en tiempo de angustia... Entregaré tus riquezas y vuestros tesoros como botín, los entregaré gratuitamente por los pecados que habéis cometido en toda vuestra tierra.  Otros ejemplos famosos incluyen el saqueo romano de Corinto en 146 a. C., el saqueo de Constantinopla durante la cuarta cruzada, el saqueo de Bagdad en 1258, Hernán Cortés y el saqueo del oro azteca. Sólo en algunos de ellos la retirada de obras de arte por sí mismas (más que por el valor de sus materiales, por ejemplo) fue una motivación principal.
Desde el surgimiento de un mercado artístico para la escultura monumental, los monumentos abandonados en todo el mundo han estado en riesgo, especialmente en Irán, Siria e Irak, los antiguos territorios de las culturas precolombinas y Camboya. 
Después del saqueo de Europa por parte de Napoleón, otros copiaron el modelo institucionalizado de pillaje y saqueo sistemáticos. Durante la guerra de Secesión surgieron marcos y directrices legales que justificaron y legalizaron el saqueo de los partidos y naciones opuestos. Henry Wager Halleck, oficial, erudito y abogado del ejército de los Estados Unidos, argumentó: "Ningún beligerante sería justificable en la destrucción de templos, tumbas, estatutos [sic], pinturas u otras obras de arte (excepto en la medida en que su destrucción pueda ser la causa). resultado accidental o necesario de operaciones militares.) Pero, ¿no puede apoderarse y apropiarse para su propio uso de aquellas obras de genio y gusto que pertenecen al estado hostil y son de carácter movible? 
En julio de 1862, Francis Lieber, profesor del Columbia College, que había trabajado con Halleck en directrices para la guerra de guerrillas, recibió el encargo de este, ahora general en jefe del ejército de la Unión, de desarrollar un código de conducta efectivo para las fuerzas armadas.  El código de conducta, publicado como Órdenes Generales N.° 100 el 24 de abril de 1863, y firmado por el presidente de los Estados Unidos, Abraham Lincoln, pasó a ser conocido más tarde como Código Lieber, y autorizaba específicamente a los ejércitos de los Estados Unidos a saquear al enemigo, una conducta que los ejércitos de Hitler copiaron un siglo después. El Código Lieber decía en el artículo 36: "Si tales obras de arte, bibliotecas, colecciones o instrumentos pertenecientes a una nación o gobierno hostil pueden ser retirados sin sufrir daño, el gobernante del estado o nación conquistador puede ordenar que sean confiscados y eliminado en beneficio de dicha nación. La propiedad final debe ser resuelta mediante el tratado de paz resultante".   Las fuerzas rusas y estadounidenses se basaron en marcos similares cuando saquearon Alemania después de la derrota de los nazis. 
El Código Lieber definió con más detalle las condiciones del saqueo y la relación entre el saqueo y el botín privados y el saqueo institucionalizado. "Todas las capturas y el botín pertenecen, según el derecho de la guerra moderno, principalmente al gobierno del captor". (Artículo 45), "Ni los oficiales ni los soldados pueden hacer uso de su posición o poder en el país hostil para beneficio privado, ni siquiera para transacciones comerciales legítimas". (Artículo 46) y "... [S]i se encontraren grandes sumas en las personas de los prisioneros, o en su poder, se les quitarán, y el excedente, después de proveer su propio sustento, se asignará para el uso del ejército, bajo la dirección del comandante, a menos que el gobierno ordene lo contrario." (Artículo 72) 

## Saqueo de países

### Afganistán
Muchas obras de arte y artefactos de Afganistán fueron saqueados durante varias guerras; decenas de obras de arte fueron introducidas de contrabando a Gran Bretaña y vendidas a coleccionistas adinerados. "También se teme que la mayor parte de la colección que alguna vez estuvo en el Museo de Kabul [...] esté ahora en manos de contrabandistas o coleccionistas. Las exhibiciones más famosas fueron los marfiles de Begram, una serie de exquisitos paneles indios de casi 2.000 años de antigüedad, excavados por arqueólogos franceses en los años treinta (década de 1930)".  En noviembre de 2004, gran parte de la colección desaparecida, que ascendía a 22.513 artículos, se encontró escondida de forma segura. Más de 200 cajas fueron trasladadas al centro para su almacenamiento al final de la ocupación soviética, incluido el oro bactriano y los marfiles de Bagram.  Unos 228 de estos tesoros, incluidas piezas de oro bactriano y muchos de los marfiles de Begram, se exhibieron en la Galería Nacional de Arte en Washington D. C., del 25 de mayo al 7 de septiembre de 2008. 

### América Latina
El saqueo de América Central y Sudamérica por parte de los anglosajoneses uno de los más conocidos del mundo.
Roger Atwood escribe en Stealing History: Tomb Raiders, Smugglers, and the Looting of the Ancient World : "La mampostería maya se convirtió en una de esas cosas que los buenos museos de arte en Estados Unidos simplemente debían tener, y los saqueadores en las selvas del sur de México y Guatemala trabajaron horas extras para satisfacer la demanda."   
El saqueo en Mesoamérica tiene una larga tradición e historia. Las tumbas suelen ser saqueadas antes de que los arqueólogos puedan llegar a ellas, y luego los artefactos se venden a coleccionistas adinerados de Estados Unidos, Japón o Europa. Guillermo Cock, un arqueólogo radicado en Lima, dice sobre un reciente hallazgo de docenas de momias incas exquisitamente conservadas en las afueras de la capital de Perú, Lima : "El verdadero problema son los saqueadores", dijo. "Si abandonamos el cementerio, será destruido en unas pocas semanas". 
En la época moderna las estelas mayas se han visto amenazadas por el saqueo para su venta en el mercado internacional del arte.  Muchas estelas se encuentran en zonas remotas y su tamaño y peso impiden que puedan ser extraídas intactas. Se utilizan diversos métodos para cortar o romper una estela para facilitar su transporte, incluidas sierras eléctricas, cinceles, ácido y calor. Cuando un monumento está bien conservado, los saqueadores intentan cortarle la cara para transportarlo. Incluso cuando esto tiene éxito, provoca daños en las inscripciones en los lados de la estela. En el peor de los casos, este método da como resultado la fragmentación completa de la cara de la estela y cualquier escultura recuperable se retira para su venta. En el pasado, museos estadounidenses y coleccionistas privados han adquirido fragmentos rastreables de monumentos conocidos.  Cuando estos monumentos se sacan de su contexto original, se pierde su significado histórico.  Aunque los museos han justificado la adquisición de fragmentos de estelas con el argumento de que estos objetos se conservan mejor en una institución, ninguna estela ha sido vendida en tan buenas condiciones como en su ubicación original. Después de 1970 hubo una fuerte caída en las estelas mayas disponibles en el mercado de arte de Nueva York debido a la ratificación de un tratado con México que garantiza la devolución de las esculturas precolombinas robadas que fueron retiradas del país después de la fecha de ratificación.  A principios de la década de 1970, algunos museos, como el de la Universidad de Pensilvania, respondieron a las críticas internacionales dejando de comprar objetos arqueológicos que carecían de una historia legalmente documentada, incluido el lugar de origen, los propietarios anteriores y una licencia de exportación. La Universidad de Harvard también instituyó una política similar a principios de la década de 1970. 
En 1972, la Estela 5 de Ixkún, inicialmente bien conservada, fue destrozada por saqueadores, quienes la calentaron hasta romperla y luego robaron varios pedazos.  Varios fragmentos restantes del monumento fueron rescatados por el arqueólogo Ian Graham y trasladados a la alcaldía de Dolores, Petén, donde finalmente fueron utilizados como material de construcción antes de ser recuperados nuevamente, esta vez por el Atlas Arqueológico de Guatemala en 1989, y trasladados a su laboratorio arqueológico.  En el cercano sitio de Ixtonton, 7,5 kilómetros (4,7 mi) de Ixkun, la mayoría de las estelas fueron robadas antes de que se informara de la existencia del sitio a las autoridades guatemaltecas. Cuando los arqueólogos visitaron el sitio en 1985, sólo quedaban dos estelas. 
En 1974, un comerciante de objetos precolombinos llamado Hollinshead organizó el retiro ilegal de la Estela 2 de Machaquilá de la selva guatemalteca. Él y sus co-conspiradores fueron procesados en los Estados Unidos bajo la Ley nacional de propiedad robada y fueron las primeras personas en ser condenadas bajo esta ley con referencia a las leyes de patrimonio nacional.  La ley establece:
"quienquiera que transporte, transmita o transfiera en el comercio interestatal o exterior cualquier mercancía... de valor de $5.000 o más, a sabiendas de que ha sido robado, convertido o tomado mediante fraude... [s]erá multado bajo este título o encarcelado por no más de diez años, o ambas cosas... "[q]uien reciba, posea, oculte, almacene, trueque, venda o disponga de cualquier bien... que hayan cruzado una frontera estatal o de los Estados Unidos después de haber sido robados, convertidos ilegalmente o tomados, sabiendo que han sido robados, convertidos ilegalmente o tomados (está sujeto a multa o prisión). " 
La ley originalmente tenía como objetivo desalentar el manejo de propiedad robada, pero varios tribunales han juzgado que la Ley nacional de propiedad robada tiene un alcance suficientemente amplio para aplicarse a bienes que cruzan a los Estados Unidos desde una nación extranjera y, por lo tanto, es aplicable en el caso de patrimonio cultural robada. 
Según la ley guatemalteca, las estelas mayas y otros artefactos arqueológicos son propiedad del gobierno guatemalteco y no pueden ser retirados del país sin su permiso. En el caso de la Estela de Machaquilá 2. El monumento era bien conocido antes de ser robado y su remoción ilegal fue fácil de probar.  La estela misma fue cortada en pedazos, se le cortó la cara y se trasladó a una fábrica de envasado de pescado en Belice, donde se empacó en cajas y se envió a California.Machaquila Allí fue confiscada por la Oficina Federal de Investigaciones después de ser ofrecida para la venta a varias instituciones.  La parte robada de la estela fue devuelta a Guatemala y ahora se encuentra almacenada en el Museo Nacional de Arqueología y Etnología de la Ciudad de Guatemala. 
El saqueo se ha vinculado a la estabilidad económica y política de la nación poseedora, y los niveles de saqueo aumentan en tiempos de crisis. También parece que los coleccionistas de arte roban estelas, o partes de ellas, por encargo mientras consultan libros y catálogos de arqueología en busca de piezas deseables. Ejemplos de esto se pueden encontrar en Aguateca y El Perú, ambos en el departamento de Petén, Guatemala, donde sólo se robaronn los jeroglíficos y rostros humanos mejor conservados. 

### África
El saqueo del arte africano se produjo principalmente como resultado del reparto de África, en la que muchas potencias europeas colonizaron el continente. Un ejemplo notable de arte africano saqueado son los Bronces de Benín, saqueados del Reino de Benín (ahora sur de Nigeria): Miles de estas obras de arte en bronce fueron tomadas del palacio real de Benín por los británicos durante la expedición de 1897. 
Otros artefactos africanos saqueados incluyen la Piedra de Rosetta, una clave para traducir jeroglíficos, que fue redescubierta durante la campaña francesa en Egipto y Siria antes de ser reclamada por los británicos. Otro ejemplo son los tesoros de Maqdala, sacados por los británicos de Etiopía.

### Alemania
Después de la Segunda Guerra Mundial, Alemania fue saqueada por las fuerzas aliadas y soviéticas; El saqueo sistemático por parte de los aliados (particularmente la Unión Soviética) sigue provocando disputas y conflictos entre Alemania, Rusia y Estados Unidos, ya que muchos de los objetos nunca han sido devueltos a Alemania.
El saqueo soviético de los tesoros artísticos de Europa  constituyó una venganza institucionalizada, mientras que el papel del ejército estadounidense en el robo de los tesoros de Europa  involucró principalmente a individuos que saqueaban para beneficio personal. 
El saqueo de Alemania por parte de la Unión Soviética no se limitó a las Brigadas de Trofeo oficiales, sino que incluyó a muchos soldados y funcionarios ordinarios que saquearon por motivos personales. Al menos 2,5 millones de obras de arte y 10 millones de libros y manuscritos  desaparecieron en la Unión Soviética y más tarde en Rusia, incluidas, entre otras, Biblias de Gutenberg y pinturas impresionistas que alguna vez estuvieron en colecciones privadas alemanas. Según la revista Time, los soviéticos crearon "listas de objetivos" especiales... de lo que la Unión Soviética quería"  y siguieron los "ejemplos" históricos dados por Napoleón, Hitler, los ejércitos británico y estadounidense. Otras estimaciones se centran en obras de arte y tesoros culturales alemanes supuestamente protegidos contra bombardeos en lugares seguros que fueron saqueados después de la Segunda Guerra Mundial, y detallan 200.000 obras de arte, tres kilómetros de material de archivo y tres millones de libros.  
Las colecciones alemanas perdieron 180.000 obras de arte que, según los expertos culturales, "se encuentran en depósitos secretos en Rusia y Polonia".  Las obras de arte robadas incluyen esculturas de Nicola Pisano, relieves de Donatello, vírgenes góticas, pinturas de Botticelli y Van Dyck y obras barrocas realizadas en piedra y madera. En 2007, Alemania publicó un catálogo de obras de arte desaparecidas para documentar su magnitud, evitar la reventa y acelerar la devolución del botín de guerra.  Sólo el Museo Estatal de Berlín perdió alrededor de 400 obras de arte durante la Segunda Guerra Mundial. El estado federado de Sajonia-Anhalt todavía mantiene una lista titulada Beutekunst ("Arte saqueado") de más de 1.000 pinturas y libros desaparecidos que se cree confiscados por Estados Unidos o la Unión Soviética.
Polonia también está en posesión de algunas colecciones que Alemania evacuó a lugares remotos de Alemania Oriental (los llamados "Territorios Polacos Recuperados" que forman parte de Polonia desde 1945) así como en la Polonia ocupada. Entre ellas se encuentra una gran colección de Berlín, que en polaco se conoce como Berlinka. Otra colección notable en posesión polaca es la colección de 25 aviones históricos de Hermann Göring (Deutsche Luftfahrt Sammlung); irónicamente, contiene dos aviones polacos capturados por los alemanes durante su invasión de Polonia (incluido un PZL P-11c del ejército de Cracovia).  Polonia se niega a devolver esas colecciones a Alemania a menos que Alemania devuelva a cambio algunas de las colecciones saqueadas en Polonia y que aun están en su poder. 
Bibliotecas y archivos enteros con expedientes de toda Europa fueron saqueados y sus archivos llevados a Rusia por las Brigadas de Trofeo soviéticas. El Archivo Militar Estatal Ruso (Rossiiskii Gosudarstvenni Voennyi Arkhiv-RGVA) todavía contiene un gran número de archivos de origen extranjero, incluidos documentos relacionados con organizaciones judías. 
La Gemäldegalerie de Berlín perdió 441 cuadros importantes, entre ellos siete obras de Peter Paul Rubens, tres de Caravaggio y tres de Van Dyck. Las obras de arte saqueadas podrían estar todavía en "depósitos secretos... en Moscú y San Petersburgo".  El veterano corresponsal extranjero de la  BBC, Charles Wheeler, entonces corresponsal en Berlín del servicio alemán de la BBC, recibió en 1952 un pequeño cuadro como regalo de bodas de un granjero de Alemania del Este, a cambio de unas patatas. El retrato de Leonora de Toledo (1522-1562), hija del virrey napolitano y esposa del primer duque de Florencia, Cosme di Medici I, que encontró en la Comisión de Arte Saqueado en Europa, había sido saqueado de la Gemäldegalerie. La galería había fotografiado el cuadro de Alessandro Allori (1535-1607) antes de cerrar y, en 1939, guardar su colección en zonas de almacenamiento seguras, en las que irrumpieron las tropas soviéticas al final de la guerra. Wheeler cubrió el proceso en It's My Story: Looted Art para BBC Radio 4, contactando a la Comisión de Arte Saqueado, la identificación del legítimo propietario de la pintura en Alemania y la entrega en Berlín. El 31 de mayo de 2006, la comisión Stiftung Preußischer Kulturbesitz (Fundación del patrimonio cultural prusiano), en representación de los museos estatales de Berlín, anunció la devolución del cuadro.  
El tesoro de Eberswalde y los tesoros de arte merovingios alemanes fueron llevados de Berlín a la Rusia soviética.
Las tropas británicas y el Naval War Trophies Committee también saquearon obras de arte de Alemania, entre ellas varios cuadros del artista marino Claus Bergen ("Corona en el Mar del Norte en memoria de la batalla de Jutlandia", "El submarino comandante", "La batalla del almirante Hipper "Crucero en Jutlandia" y "El acorazado de bolsillo alemán Almirante Von Scheer bombardeando la costa española"), Carl Saltzmann ("Maniobras de la flota alemana en alta mar") y Ehrhard ("Antes del huracán en Apia Samoa" y "Durante el huracán en Apía").  Las obras fueron saqueadas de Academia Naval de Mürwik, como lo documenta un archivo del Ministerio de Defensa de 1965-66 en los Archivos Nacionales del Reino Unido. Los trofeos se enviaron a museos británicos, cinco permanecen en el Museo Marítimo Nacional de Londres (NMM),  y una imagen ("Antes del huracán en Apia") fue prestada al HMS Calliope en 1959, se perdió y se canceló formalmente. en 1979. El Museo Marítimo Nacional admitió en enero de 2007 que "la documentación en el NMM y en el Archivo Nacional no está completa"; Según las directrices sobre expoliación, las pinturas deben considerarse "tomadas incorrectamente".  

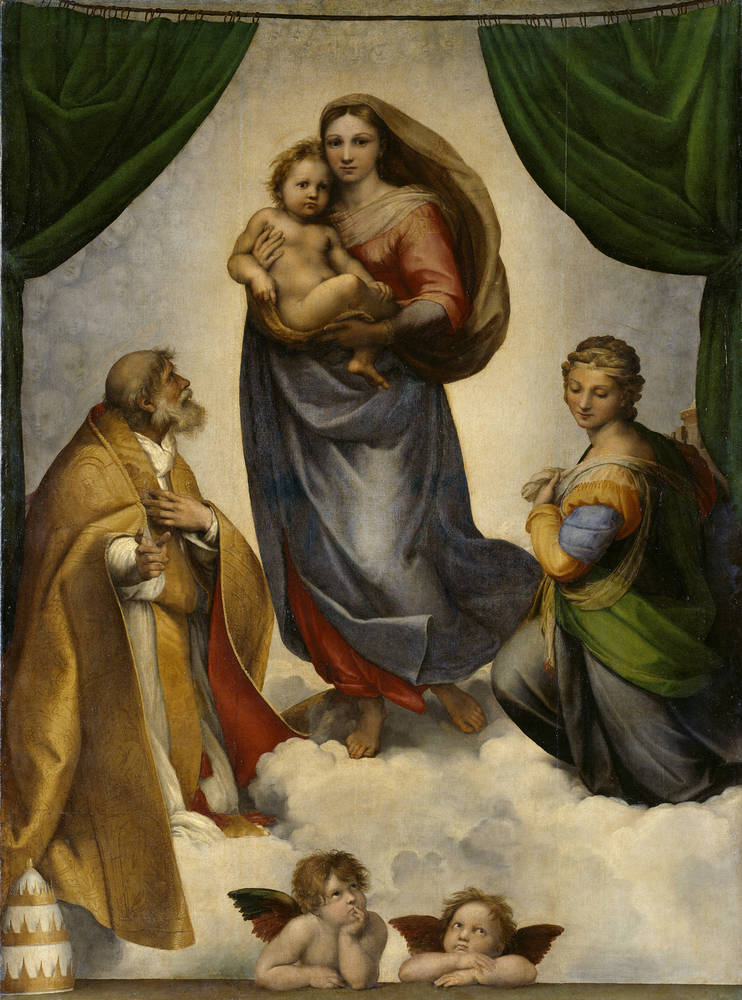
La Virgen Sixtina de Rafael, saqueada por los soviéticos después de la Segunda Guerra Mundial y devuelta a la Galería de Dresde (Gemäldegalerie Alte Meister) en Alemania del Este en 1955.

El 25 de agosto de 1955, los funcionarios soviéticos entregaron a los representantes de Alemania del Este 1.240 pinturas de la Galería de Pinturas de los Maestros Antiguos de Dresde, entre ellas la Madonna Sixtina (Rafael) y Venus dormida (Giorgione), que habían sido salvadas y restauradas por los soviéticos después de la Batalla de Berlín.  Según Irina Antonova, famosa y antigua directora del Museo Pushkin, más de 1.500.000 objetos de valor cultural (incluidos los relieves del friso del Altar de Pérgamo y los tesoros del Grünes Gewölbe) fueron devueltos a los museos alemanes a instancias del gobierno soviético en las décadas de 1950 y 1960. "No hemos recibido nada a cambio", observó Antonova en 1999. 
Los motivos del saqueo soviético de Alemania y los posteriores intentos rusos se revelan en una entrevista que Irina Antonova concedió al periódico alemán Die Welt; la entrevista se centra específicamente en la noción rusa de saqueo, utilizando el ejemplo histórico de Napoleón como referencia directa para la justificación rusa del saqueo de Alemania: "Tres cuartas partes del arte italiano del Louvre llegaron a París con Napoleón. Todos lo sabemos, pero las obras siguen en el Louvre. Conozco el lugar donde colgaba el gran cuadro de Veronese en el monasterio de Vicenza. Ahora está en el Louvre, donde permanecerá. Lo mismo ocurre con los mármoles de Elgin en Londres. Así son las cosas." 
En la conferencia de 1998, Eizenstat quedó "impresionado... casi abrumado" cuando el gobierno de Boris Yeltsin prometió "identificar y devolver el arte que fue saqueado por los nazis y luego saqueado por las tropas de Stalin como 'reparaciones' por el asalto de Alemania en tiempos de guerra".  Alarmada por estas negociaciones, la Duma Estatal de la Rusia promulgó una ley (15 de abril de 1998) por la que "los bienes culturales trasladados a la URSS después de la Segunda Guerra Mundial" eran declarados patrimonio nacional de la Federación Rusa y cada ocasión de su La alienación iba a ser sancionada por el parlamento ruso.  El preámbulo de la ley clasifica los objetos de valor restantes, como el Tesoro de Príamo, como una compensación por "la naturaleza sin precedentes de los crímenes de guerra de Alemania" y los daños irreparables infligidos por los invasores alemanes al patrimonio cultural ruso durante la guerra. 
Tras la ley aprobada por la Duma Estatal el 17 de abril de 2002, el Museo del Hermitage devolvió a Frankfurt an der Oder las vidrieras medievales saqueadas de la Marienkirche; Sin embargo, todavía faltan seis de las 117 piezas individuales. Andrei Vorobiev, antiguo secretario académico del museo, confirmó en 2005 la suposición de que todavía se encontraban en Rusia (en el Museo Pushkin).  Según el Hermitage, "como gesto a cambio, la empresa alemana Wintershall pagó por la restauración de una iglesia destruida durante la Segunda Guerra Mundial, la Iglesia de la Asunción de Novgorod en Volotovoe Pole".  Además, el Hermitage exigió y recibió una indemnización de 400.000 dólares por "restaurar y exhibir las vidrieras". 

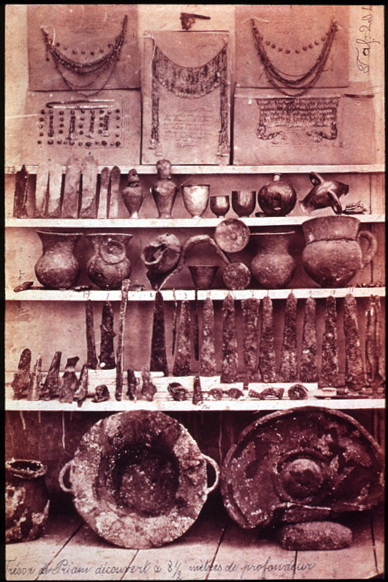
El llamado Tesoro de Príamo, descubierto en Troya y sustraído ilegalmente por el arqueólogo alemán Heinrich Schliemann. Desapareció en 1945 de un búnker en Berlín al que había sido trasladado desde los Museos Estatales de Berlín y reapareció en septiembre de 1993 en el Museo Pushkin de Moscú.

Una colección de plata compuesta por 18 piezas fue saqueada por el NKVD después de la Segunda Guerra Mundial al príncipe alemán de Anhalt, que sufrió tanto bajo el régimen nazi como bajo los bolcheviques, antes de ser rehabilitado póstumamente. En un llamado "gesto de buena voluntad", el Ministerio de Cultura devolvió la colección a los descendientes del príncipe, aunque el fiscal ruso rechazó inicialmente la petición de los hijos del príncipe rehabilitado. 
Lev Bezymenski, un oficial y traductor ruso que se convirtió en un controvertido historiador y profesor en la academia militar de Moscú,  murió el 26 de junio de 2007 a los 86 años en Moscú. Fue oficial de inteligencia militar del 1.er Frente Bielorruso bajo el mando del mariscal Georgy Zhukov, participó en el interrogatorio del generalfeldmarschall alemán Friedrich Paulus y tradujo el mensaje que confirmaba la muerte de Adolf Hitler para Stalin. Después de que el Ejército Rojo capturó Berlín en 1945, investigó la muerte y el cuartel general de Adolf Hitler. En sus numerosos artículos y libros (Bezymenski, L. Stalin y Hitler (2002), Bezymenski, L. (1968). La muerte de Adolf Hitler: documentos desconocidos de los archivos soviéticos. Abrazadera Harcourt.), no mencionó que saqueó varios contenedores llenos de alrededor de 100 discos de gramófono de la Cancillería del Reich, grabaciones interpretadas por las mejores orquestas de Europa y Alemania con los mejores solistas de la época.    La colección robada por Bezymenski, que era judío,  incluía a muchos artistas rusos y judíos. Bezymenski llevó la colección saqueada de los discos favoritos del Führer a Moscú, donde se sintió "culpable de su robo y escondió los discos en un ático, donde su hija, Alexandra Besymenskaja, los descubrió por accidente en 1991".   Bezymenski entendió las implicaciones políticas de sus acciones y "guardó silencio sobre los registros durante su vida por temor a que lo acusaran de saqueo".  La colección aún permanece en Rusia.

#### Colección Baldín
En otro caso muy sonado, Viktor Baldin, capitán del ejército soviético en la Segunda Guerra Mundial y posteriormente director del Museo Estatal de Investigación Científica de Arquitectura Shchusev de Moscú, se llevó el 29 de mayo de 1945 del castillo de Karnzow (Brandeburgo) 362 dibujos y dos pequeñas pinturas que habían sido almacenados allí por la Galería de arte de Bremen.  El ministro de Cultura ruso, Mijaíl Shvydkoi, estima el valor de la Colección Baldin en 1.500 millones de dólares.   De toda la colección de la galería aún faltan más de 1.500 obras de arte;  en 1991 y 1997, la galería publicó catálogos impresos de las obras de arte perdidas durante la evacuación en la Segunda Guerra Mundial. 

### Chipre
Tras la invasión de Chipre de 1974 por parte de Turquía y la ocupación de la parte norte de la isla, las iglesias pertenecientes a la Iglesia de Chipre fueron saqueadas en lo que se describe como "uno de los ejemplos más sistemáticos de saqueo de arte desde la Segunda Guerra Mundial".   Varios casos de alto perfil han aparecido en los titulares de la escena internacional. El más notable fue el caso de los mosaicos de Kanakaria, frescos del siglo VI d. C. que fueron retirados de la iglesia original, traficados a Estados Unidos y puestos a la venta en un museo por la suma de 20.000.000 de dólares.  Posteriormente fueron recuperados por la Iglesia Ortodoxa tras un proceso judicial en Indianápolis. 
La parte norte de la isla fue donde se concentraron los saqueos de iglesias y obras de arte.  Se rumorea que los líderes turcochipriotas no se sintieron obligados a preservar los artefactos y monumentos en el norte porque sentían que el gobierno grecochipriota los había oprimido durante demasiado tiempo. 
Sitios arqueológicos, museos, iglesias, monasterios, castillos, bibliotecas y colecciones de arte privadas se han visto afectados por el saqueo de la zona norte de Chipre; iconos, frescos, artefactos arqueológicos y patrimonio cultural fueron despojados de áreas alrededor de la isla y han sido llevados a lugares de todo el mundo o simplemente destruidos. Algunos creen que esto se ha hecho para 'turkificar' la región norte del país y borrar las características de los predecesores chipriotas, mientras que personas como Aydin Dikmen han estado trabajando para ganar dinero con artefactos del patrimonio cultural vendiéndolos en los mercados internacionales.  Fue uno de los ejemplos más sistemáticos de saqueo de arte desde la Segunda Guerra Mundial. 

### España
Durante guerra de la Independencia Española, José I planeó albergar el mejor arte de España en un museo, por lo que ordenó coleccionar todas las obras de arte posibles.
En 1810, 1.000 cuadros fueron saqueados en Sevilla por el ejército francés. La mayoría de las pinturas procedían de edificios religiosos. El mariscal Soult robó más de 180 cuadros, incluidos algunos de Murillo. 
El Escorial de Madrid también sufrió saqueos, donde el ejército ocupante acumuló muchas obras de arte preciosas.
Cuando José I estaba dejando España abandonó más de 200 cuadros de la colección real española. Algunas de estas pinturas fueron regaladas al duque de Wellington por Fernando VII.
La pieza expoliada más conocida es La Inmaculada Concepción de Los Venerables. Fue saqueada por el mariscal Jean-de-Dieu Soult en 1813 y llevada a Francia. Posteriormente, en 1852, fue comprado por el Louvre. El Régimen de Vichy realizó un intercambio de obras de arte con el Gobierno español y regresó a España. 

### Indonesia
Durante la colonización de Indonesia por los holandeses, que duró tres siglos y medio, muchos objetos culturales fueron confiscados ya sea por compra, saqueo, botín de guerra o excavación. El saqueo de arte indonesio continuó tras la independencia del país de los Países Bajos, ya que los proyectos misioneros y las excavaciones individuales siguieron siendo habituales hasta la década de 1970. Una investigación realizada a finales de la década de 1970 reveló que la mayoría de los objetos obtenidos por los misioneros no provenían de fuentes éticas.  Muchos de estos objetos fueron devueltos a los Países Bajos y ahora están almacenados en el Banco Nacional de Ámsterdam, distribuidos en museos de los Países Bajos o puestos a la venta en el mercado de arte y antigüedades. 
En 2020, el gobierno holandés devolvió a Indonesia alrededor de 1.500 objetos del Museo Nusantara de Delft. Este proyecto de reparación comenzó en 2016, cuando el museo ofreció inicialmente 12.000 objetos para su repatriación a Indonesia, cantidad que posteriormente el director general de Cultura redujo.  Además, el Tesoro de Lombok, que consta de más de 200 objetos culturales de Lombok, también ha sido devuelto a Indonesia desde los años 1970. Gracias a un acuerdo entre Indonesia y los Países Bajos en 1975, al menos la mitad del Tesoro de Lombok todavía se conserva y se exhibe en muchos museos holandeses.  aunque en julio de 2022 se anunció que el tesoro de Lombok sería devuelto a Indonesia.  Los Países Bajos tienen actualmente 8 cabezas hindúes de Buda que se especula que fueron extraídas de Borobudur. Hay llamados para su devolución, pero las instituciones aún no han dado una respuesta afirmativa, y hay debates sobre a quién se le debe devolver o si se debe hacerlo. 

### Irak
Más recientemente, el término se utiliza para describir el saqueo en Irak después de la invasión liderada por Estados Unidos,  incluido, entre otros, el Museo Nacional de Irak.  Tras los saqueos durante el caos de la guerra, las tropas británicas y estadounidenses fueron acusadas  de no haberlos impedido. Además, muchos militares y civiles estadounidenses fueron sorprendidos posteriormente en aeropuertos estadounidenses tratando de traer artefactos robados. Las fuerzas de ocupación, ocupadas con misiones de combate, no lograron proteger el Museo y la Biblioteca Nacional en Bagdad de los ladrones iraquíes.  Mientras que el edificio del Ministerio de Petróleo iraquí fue rápidamente asegurado en las horas posteriores a la invasión por su supuesta riqueza de mapas geológicos, las tropas estadounidenses estaban ocupadas con misiones de combate mientras los propios iraquíes destrozaban museos, archivos nacionales y oficinas gubernamentales. Las tropas fueron criticadas: "Los funcionarios estadounidenses fueron objeto de duras críticas por parte de arqueólogos y otros por no proteger el museo, un vasto almacén de artefactos de algunas de las primeras ciudades de la civilización". 
Después de que las tropas estadounidenses entraron en Bagdad el 9 de abril de 2003, al menos 13.000 artefactos fueron robados durante el saqueo por parte de los iraquíes,  incluidos muchos trasladados desde otros sitios al Museo Nacional para su custodia. Tropas y tanques estadounidenses estaban estacionados en esa zona pero, preocupados por defenderse del ataque y sin órdenes de detener el saqueo, "vigilaron durante varios días antes de actuar contra los ladrones".  El sargento Jackson del 1.er Batallón de Infantería de Marina explicó que "...nuestras órdenes eran evitar enfrentarnos a musulmanes religiosos que estuvieran desarmados. Así que cuando grupos de imanes exigieron retirar los artículos religiosos para evitar que fueran profanados por los infieles, ¿cómo fueron ¿Se suponía que debíamos saber que eran ladrones? Nuestro capitán no quería crear un incidente internacional arrestando a líderes religiosos".
El Boston Globe escribió: "Ejércitos no de combatientes sino de saqueadores, aprovechando el vacío de seguridad después de la guerra, han saqueado Babilonia". Donny George, el curador del Museo Nacional de Irak, dijo sobre el saqueo de arte: "Es el crimen del siglo porque afecta al patrimonio de toda la humanidad". 
Los comentarios de George siguieron a informes generalizados de que el 100 por ciento de los 170.000 lotes inventariados del museo (alrededor de 501.000 piezas) habían sido robados por saqueadores iraquíes. De hecho, alrededor del 95 por ciento del contenido del museo nunca salió del museo. Según los investigadores de los robos, alrededor del dos por ciento de las piezas del museo estaban guardadas en otro lugar para su custodia. Otro dos por ciento fue robado, en un aparente "trabajo interno", justo antes de que llegaran las tropas estadounidenses; alrededor del uno por ciento, o alrededor de 5.000 artículos, fueron saqueados por saqueadores externos. La mayoría de los artículos saqueados eran pequeñas cuentas y amuletos.
El horror del saqueo de arte en general lo dejó claro Hashem Hama Abdoulah, director del museo de antigüedades en Sulaymaniyah, en la zona controlada por los kurdos en el norte de Irak: "Cuando te roban tu historia, pierdes el sentido de ella. No sólo el pueblo iraquí, sino toda la civilización que pueda rastrear sus raíces en esta zona".
 Muchos otros objetos de arte saqueados terminaron en mercados negros con ricos coleccionistas y marchantes de arte, principalmente en los Estados Unidos, Gran Bretaña, Italia  y Siria;  En 2006, los Países Bajos devolvieron a las autoridades iraquíes tres tablillas de arcilla que creían que habían sido robadas del museo.  Uno de los artefactos más valiosos saqueados durante el saqueo del Museo Nacional de Irak, una estatua de piedra sin cabeza del rey sumerio Entemena de Lagash, fue recuperado en Estados Unidos con la ayuda de Hicham Aboutaam, un marchante de arte de Nueva York. Miles de piezas más pequeñas han permanecido en Irak o han sido devueltas por otros países, incluidos Italia y los Países Bajos.
Algunos de los artefactos han sido recuperados,  los funcionarios de aduanas de los Estados Unidos interceptaron al menos 1.000 piezas, pero muchas todavía se anuncian en EBay o están disponibles a través de coleccionistas conocidos y mercados negros. "Las tropas estadounidenses, los periodistas y los contratistas que regresan de Irak se encuentran entre los que han sido sorprendidos con recuerdos prohibidos."  La Oficina de Asuntos Educativos y Culturales del Departamento de Estado de EE. UU. mantiene una lista y una galería de imágenes de obras de arte saqueadas de Irak en la Colección de Imágenes de Bienes Culturales de Irak. 
A pesar de los anuncios públicos y los esfuerzos temporales de las administraciones iraquí y estadounidense, la situación en los museos y sitios arqueológicos iraquíes no mejoró. Donny George, el curador del Museo Nacional de Irak, la primera persona que alzó la voz y alarmó al mundo sobre el saqueo en Irak después de la invasión estadounidense y expresó públicamente su opinión sobre el "continuo fracaso de los líderes iraquíes y del ejército estadounidense para proteger el sitios",  abandonó el país y dimitió en agosto de 2006. Antes de irse, cerró y selló el museo y tapó las puertas con concreto.  En un artículo en Newsweek, incluso dijo que los artículos robados no deberían ser devueltos a Irak en las circunstancias dadas: "Creemos que este no es el momento adecuado para recuperarlos. Ya que sabemos todo sobre ellos y nos han prometido que nos los devolverán. Cuando los queramos, es mejor mantenerlos en estos países". 
En agosto de 2021, unas 17.000 obras de arte de la antigua Mesopotamia fueron devueltas a Irak desde museos de Estados Unidos. Habían sido saqueadas tras la invasión de Irak liderada por Estados Unidos y, a pesar de su procedencia ilegal, habían sido vendidas en el mercado internacional del arte. Uno de estos objetos, la llamada Tabla del Sueño de Gilgamesh, una losa de piedra histórica con inscripciones, había sido comprada en 2014 a través de la casa de subastas internacional Christie's por más de 1,6 millones de dólares por un museo en Washington D. C. 

### Italia
El saqueo del arte italiano no se limitó únicamente a Napoleón; los criminales italianos han sido, y siguen siendo, extremadamente activos en este campo, y la batalla de Italia para recuperar las antigüedades que, según dice, fueron saqueadas del país y vendidas a museos y coleccionistas de arte de todo el mundo aún está en curso. El gobierno italiano y el Equipo de Arte de los Carabinieri, la policía militar de Italia, hicieron esfuerzos especiales para "[desmantelar] la red de saqueadores, contrabandistas y comerciantes que abastecen a los museos estadounidenses", recolectando "montañas de pruebas: miles de antigüedades, fotografías, y documentos, confiscados a saqueadores y traficantes en una serie de redadas dramáticas". Según la BBC, las autoridades italianas llevan varios años insistiendo en la devolución de obras de arte robadas o saqueadas de museos y coleccionistas adinerados, especialmente en Estados Unidos.  Italia ha luchado con éxito en numerosas demandas que han resultado en la repatriación de muchas obras de arte y antigüedades saqueadas de muchas instituciones estadounidenses famosas, incluido el Museo Metropolitano de Arte de Nueva York, el Museo J. Paul Getty de Los Ángeles, el Museo de Cleveland de Art, el Instituto de Artes de Minneapolis, el Museo de Arte de Princeton, el Museo de Arte de Toledo y la colección privada de Leon Levy y su esposa, Shelby White. 
Como resultado de las demandas presentadas por los gobiernos italiano y turco, así como del trabajo del periodista de investigación Peter Watson y el arqueólogo Vernon Silver, tanto el Museo Metropolitano de Arte como el Museo J. Paul Getty han sido expuestos repetidamente como dos de los mayores museos institucionales del mundo receptores de objetos mediterráneos saqueados y robados, que se beneficiaron del comercio ilegal de antigüedades, tanto mediante adquisiciones directas como mediante donaciones y legados de importantes coleccionistas privados. Finalmente se demostró que un número significativo de adquisiciones de Met y Getty durante un período de al menos 40 años procedían de una importante red internacional de comercio ilegal de antigüedades que se centraba en el marchante de arte italiano Giacomo Medici. Desde finales de la década de 1960, Medici se convirtió en la figura central de una gran conspiración criminal, actuando como intermediario entre bandas de tombaroli (ladrones de tumbas), que saquearon sistemáticamente decenas de miles de importantes artefactos de sitios arqueológicos italianos y de otros lugares del Mediterráneo, así como como robar objetos de museos, iglesias y colecciones privadas, y un grupo de élite de comerciantes estadounidenses y británicos que ayudaron a Medici a "blanquear" su contrabando y venderlo a importantes compradores como el Met, el Getty y los principales coleccionistas privados estadounidenses.
Medici normalmente pagaba a los tombaroli pequeñas sumas por los bienes saqueados y robados, y luego los sacaba de contrabando de Italia a Suiza, donde eran devueltos. Aprovechando las actitudes y prácticas laxas de las casas de subastas "cooperativas", en particular Sotheby's en Londres, Medici construyó una elaborada red de empresas fachada y galerías y comerciantes de antigüedades de élite, incluido el marchante británico Robin Symes, el marchante estadounidense radicado en Roma Robert E. Hecht y el comerciante y productor de Hollywood Bruce McNall. Una importante investigación realizada por el TPC (la división de crímenes artísticos de los Carabinieri) que comenzó en la década de 1990, y que finalmente resultó en la condena de Medici, recuperó decenas de miles de artefactos saqueados y extensas pruebas documentales, incluidas miles de fotografías secuenciales que mostraban el viaje de estos objetos saqueados desde la excavación, pasando por la restauración, hasta su colocación final en las colecciones del museo, así como un 'organigrama' (organigrama) escrito a mano que nombraba y vinculaba a todos los miembros de la operación de Medici. Las investigaciones de TPC también revelaron que Medici utilizó empresas fachada para vender de forma anónima y luego recomprar muchos artículos, a menudo varias veces, con el fin de manipular el mercado, además de permitirle adquirir las importantes procedencias de Sotheby's. Medici fue detenido en 1997 y finalmente condenado en 2004 por un tribunal de Roma a 10 años de prisión y una multa de 10 millones de euros, la pena más alta jamás impuesta en Italia por robo de obras de arte. Medici cumplió la condena en arresto domiciliario en su villa de Santa Marinella.
Luego de la muerte de Hecht en 2012, un ataúd romano de piedra robado (Sarcofago delle Quadriglie) regresó de su colección privada en Londres a la ciudad de Aquino, Italia. El ataúd fue robado de la iglesia «Madonna della Libera» de Aquino en septiembre de 1991. Tras 21 años de investigaciones, el artefacto volvió a la colección del museo municipal de la ciudad.
En enero de 2016, agentes de la brigada de delitos artísticos de los carabinieri italianos, en colaboración con las autoridades suizas, allanaron un almacén que Symes había alquilado en el puerto franco de Ginebra (Suiza). Se descubrió que contenía un enorme botín de antigüedades robadas, casi todas las cuales se cree que fueron saqueadas por la banda de los Médicis de yacimientos arqueológicos de la época etrusca y romana en Italia y otros lugares durante un periodo de al menos cuarenta años. Dentro de 45 cajas, los investigadores descubrieron unos 17.000 objetos griegos, romanos y etruscos, entre ellos dos impresionantes sarcófagos etruscos de terracota coronados por figuras reclinadas de tamaño natural pintadas, cientos de piezas enteras o fragmentarias de cerámica, estatuaria y bajorrelieves griegos y romanos poco comunes, fragmentos de un fresco de Pompeya y una cabeza de marfil de Apolo del siglo I a. C., que se cree que fue saqueada de las Termas de Claudio, cerca de Roma. Se calcula que el tesoro está valorado en cientos de millones de libras, y sólo la cabeza de Apolo en 30 millones de libras (unos 44 millones de dólares). Se dice que Symes escondió los objetos en el almacén de Freeport poco después de la muerte de su socio Christo  Michaelides para ocultárselos a los albaceas de la herencia de Michaelides y mantener su enorme valor fuera de cualquier acuerdo.

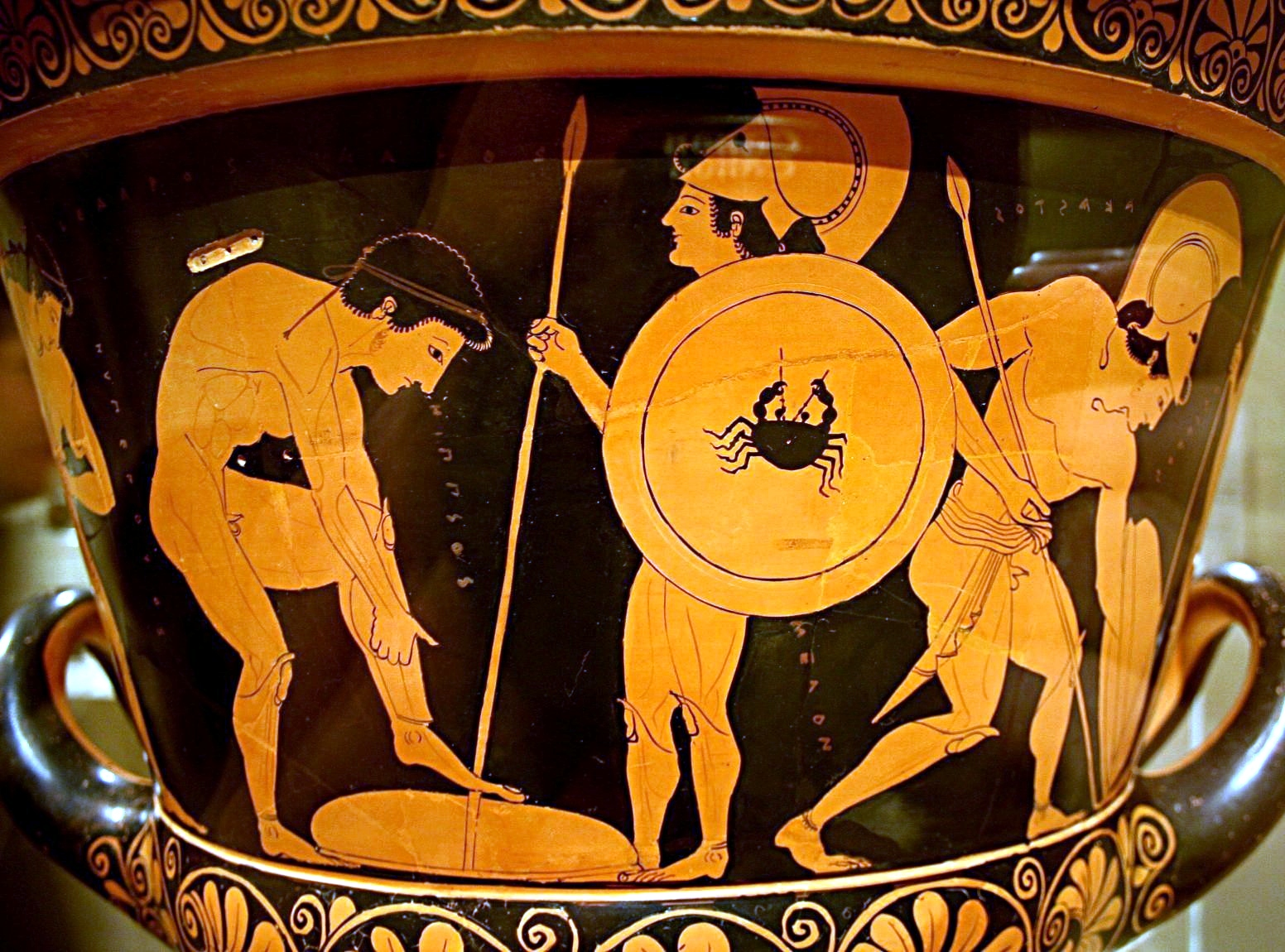
Euphronios Krater, un jarrón griego de 2.500 años de antigüedad, robado de una tumba etrusca y contrabandeado desde Italia, devuelto a Italia por el Museo Metropolitano de Arte en 2006.

En 2006, el Museo Metropolitano de Arte finalmente acordó ceder la propiedad de un jarrón griego de 2.500 años de antigüedad conocido como la crátera de Eufronio,  después de que el TPC pudo establecer que el objeto había sido saqueado de una tumba etrusca y sacado clandestinamente de Italia por la banda de Medici. El Met también entregó 15 piezas de plata siciliana y cuatro vasijas antiguas a cambio de préstamos a largo plazo de otras antigüedades. Según el New York Times, el caso, "en su forma, quizás sólo superado por la disputa entre Grecia y Gran Bretaña sobre los mármoles de Elgin", "se volvió emblemático de las cuestiones éticas que rodean la adquisición de arte antiguo por parte de los principales museos". 
El Museo Metropolitano ha estado involucrado en varias otras controversias importantes relacionadas con antigüedades que se cree o se ha demostrado que fueron saqueadas o robadas, que incluyen:
- La Cruz de los Claustros, una gran cruz románica tallada en marfil de morsa, que se dice que fue tallada en Inglaterra, pero posiblemente fabricada en Alemania. Inicialmente fue ofrecida al Museo Británico en 1961 por su entonces propietario, un turbio "coleccionista" yugoslavo llamado Ante Topić Mimara, de quien ahora se cree que la adquirió como parte de una enorme colección de arte y antigüedades que robó al final. de la Segunda Guerra Mundial desde el Central Collecting Point de Múnich, la cámara de compensación aliada para la repatriación del material saqueado por los nazis. El Museo Británico finalmente se negó a comprar la cruz porque Topić Mimara no proporcionó pruebas de que tenía el título completo sobre el objeto, pero inmediatamente después de que expiró la opción del Museo Británico en 1963, el curador Thomas Hoving compró la cruz para el Met por GBP£. 200.000. La Cruz todavía se encuentra actualmente en la colección del Met, en su anexo The Cloisters. [108]
- El tesoro de Murgantina, un grupo de 16 piezas de plata romana del siglo III a. C., valorado en 100 millones de dólares. Adquirido a principios de la década de 1980, más tarde se demostró que había sido saqueado de un importante sitio arqueológico. Después de otra larga demanda, el Met también se vio obligado a entregar el tesoro, y fue repatriado a Sicilia en 2010. [108] [109]

En una entrevista con Archaeology, una publicación del Instituto Arqueológico de América, el periodista de investigación Peter Watson escribió en junio de 2006 que, según el fiscal italiano Paolo Ferri, sólo en Italia se han saqueado 100.000 tumbas, lo que representa un valor de 500 millones de dólares. Estima que el valor monetario general del arte saqueado, incluidos Grecia, Turquía, Irak, Jordania, Siria, Egipto, Chipre, África occidental, América Central, Perú y China, es al menos cuatro veces mayor que la cifra italiana.  Peter Watson y Cecilia Todeschini escribieron La conspiración de los Medici, un libro que descubre la conexión entre el arte saqueado, los mercados de arte y antigüedades, las casas de subastas y los museos. 
En 2007, el Museo J. Paul Getty de Los Ángeles, en el centro de acusaciones de funcionarios italianos sobre el saqueo de artefactos culturales del país y otras controversias,  se vio obligado a devolver 40 artefactos, incluida una estatua del siglo V a. C. de la diosa Afrodita, que fue saqueada de Morgantina, un antiguo asentamiento griego en Sicilia.   El Getty adquirió la estatua en 1988 por 18 millones de dólares  a un coleccionista anónimo plenamente consciente de la controversia centrada en la procedencia y el origen poco claros.     El Getty se resistió a las peticiones del gobierno italiano durante casi dos décadas, sólo para admitir más tarde que "podría haber 'problemas' relacionados con la adquisición".  En 2006, el alto funcionario cultural italiano Giuseppe Proietti dijo: "Las negociaciones no han dado un solo paso adelante", sólo después de sugerir al gobierno italiano "tomar sanciones culturales contra el Getty, suspendiendo toda cooperación cultural"  el Museo Getty devolvió las antigüedades. Según el New York Times, el Getty confirmó en mayo de 2007 que la estatua "muy probablemente procede de Italia". 
El Museo de Bellas Artes de Boston se vio obligado a devolver 34 artefactos robados, entre ellos platería helenística, jarrones etruscos y estatuas romanas. Las instituciones antes mencionadas han acordado entregar las obras de arte a cambio de préstamos de otros tesoros.
En 2005, Marion True, ex conservadora del Museo Getty, y el marchante de arte Robert E. Hecht fueron juzgados en Roma; Italia los acusó de comprar y traficar obras de arte robadas e ilícitas (incluida la estatua de Afrodita).    Las pruebas contra ambos surgieron en una redada en 1995 en un almacén de Ginebra, Suiza, que contenía muchos artefactos robados. En septiembre de 2007, Italia retiró los cargos civiles contra True.  Las audiencias judiciales contra True terminaron en octubre de 2010 y contra Hecht en enero de 2012, ya que según la ley italiana el plazo de prescripción de sus presuntos delitos había expirado. 
Los almacenes estaban registrados a nombre de una empresa suiza llamada Editions Services, que la policía rastreó hasta un marchante de arte italiano, Giacomo Medici. Los carabinieri afirmaron que los almacenes contenían 10.000 artefactos por valor de 50.000 millones de liras (unos 35 millones de dólares).  En 1997, Giacomo Medici fue arrestado; Se cree que su operación es "una de las redes de antigüedades más grandes y sofisticadas del mundo, responsable de desenterrar y secuestrar ilegalmente miles de piezas de primer nivel y pasarlas al extremo más elitista del mercado internacional del arte".  Medici fue condenado en 2004 por un tribunal de Roma a diez años de prisión y una multa de 10 millones de euros, "la pena más grande jamás impuesta por un delito de antigüedades en Italia". 
En otro caso no relacionado en 1999, el Getty tuvo que entregar tres antigüedades a Italia después de determinar que habían sido robadas. Los objetos incluían una kylix griega de figuras rojas del siglo V a. C. firmada por el pintor Onésimo y el alfarero Eufronio, saqueada del yacimiento etrusco de Cerveteri; un torso del dios Mitra del siglo II d. C.; y la cabeza de un joven del escultor griego Policleto.  Según el New York Times, el Getty se negó durante varios años a devolver las antigüedades a sus legítimos propietarios.  
Otro caso más surgió en 2007, cuando el equipo de investigación de robo de arte de Italia descubrió un escondite oculto de antiguas tallas de mármol que representaban a los primeros gladiadores, la parte inferior de una estatua de mármol de un hombre con una toga y un trozo de una columna. El ministro de Cultura italiano, Francesco Rutelli, aprovechó el caso para subrayar la importancia de estos artefactos para Italia.  En 2021, Estados Unidos comenzó a devolver antigüedades robadas de Italia por valor de 10 millones de dólares, entre ellas 200 artefactos, incluida una estatua comprada sin saberlo por Kim Kardashian. 

### Polonia

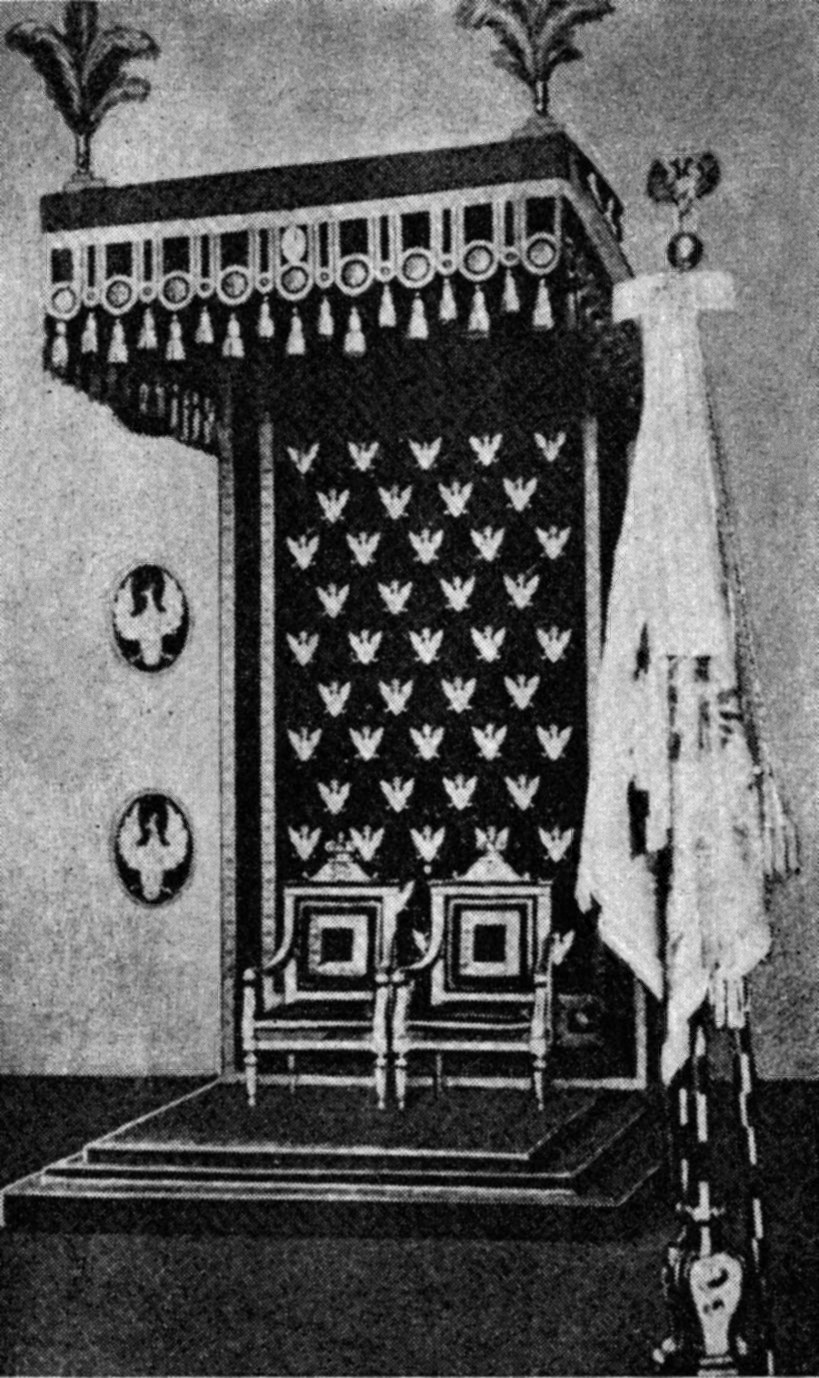
Trono de Stanisław August Poniatowski exhibido en el Kremlin de Moscú. El trono fue saqueado tras el colapso del Levantamiento de Noviembre en la década de 1830. En la década de 1920, el gobierno soviético lo devolvió a Polonia, pero los alemanes lo destruyeron deliberadamente durante la Segunda Guerra Mundial.

La Biblioteca Załuski, la primera biblioteca pública de Polonia, fue fundada por dos hermanos, Józef Andrzej Załuski, referendario de la corona y obispo de Kiev, y Andrzej Stanisław Załuski, canciller de la corona y obispo de Cracovia. La biblioteca es considerada una de las más importantes del mundo y cuenta con una colección de alrededor de 400.000 artículos impresos, manuscritos, obras de arte, instrumentos científicos y especímenes de plantas y animales. Ubicada en el Palacio Daniłowiczowski de Varsovia, fue saqueada después de la segunda Partición de Polonia y el levantamiento de Kościuszko en 1794 por tropas rusas por orden de la zarina rusa Catalina II. Las obras de arte robadas fueron transportadas a San Petersburgo y pasaron a formar parte de la Biblioteca Imperial Rusa, que se fundó un año después. Aunque algunas piezas fueron devueltas por la Unión Soviética en 1921 y quemadas durante el Levantamiento de Varsovia contra las fuerzas alemanas, Rusia aún no ha devuelto otras partes de la colección. A los científicos polacos se les permitió acceder y estudiar los objetos. 
Las joyas de la corona polaca fueron retiradas por los prusianos en 1795 después de la Tercera Partición de la Commonwealth polaco-lituana. 
Tras el colapso del Levantamiento de Noviembre, los tesoros literarios y artísticos fueron retirados de Polonia.  Polonia recuperó algunos de los artefactos después del Tratado de Riga — el mobiliario del Castillo de Varsovia y el Castillo de Wawel.  
Durante la Segunda Guerra Mundial, Alemania intentó destruir Polonia por completo y exterminar tanto a su población como a su cultura. Innumerables objetos de arte fueron saqueados, ya que Alemania llevó a cabo sistemáticamente un plan de saqueo preparado incluso antes del inicio de las hostilidades. (ver también saqueo nazi).  Fueron destruidos veinticinco museos y muchas otras instalaciones.  El coste total del robo y la destrucción del arte polaco por parte de los alemanes se estima en 20 mil millones de dólares,  o aproximadamente el 43% del patrimonio cultural polaco; Se saquearon más de 516.000 obras de arte individuales (incluidos 2.800 cuadros de pintores europeos; 11.000 cuadros de pintores polacos; 1.400 esculturas, 75.000 manuscritos, 25.000 mapas, 90.000 libros, incluidos más de 20.000 impresos antes de 1800, y cientos de miles de otros objetos de interés artístico e histórico). valor).  Posteriormente, las tropas soviéticas también contribuyeron al saqueo. 

### Sudeste asiático
Durante su ocupación de Indochina, el gobierno francés retiró varias estatuas y otros objetos de la región. Durante su existencia, el Imperio jemer fue atacado periódicamente por sus vecinos, lo que dio lugar a que su patrimonio cultural se distribuyera ampliamente por toda la región.  El principal historiador del Imperio jemer, Lawrence Palmer Briggs, menciona frecuentemente estas incursiones; por ejemplo, el saqueo de Angkor en 1430-1431 por los siameses, que se llevaron su botín a Ayutthaya,  después del cual "la gente huyó del "gran y gloriosa capital" de la civilización jemer, como si estuviera plagada de plagas".  En consecuencia, el patrimonio cultural de la región ya estaba ampliamente difundido cuando los franceses fundaron su protectorado en Indochina en 1864. Briggs describe a Preah Khan Kompong Svay  como "vergonzosamente saqueado" a finales del siglo XIX por Louis Delaporte, "quien se llevó el botín a los museos franceses (comenzando así el saqueo sistemático de los templos camboyanos en beneficio de las colecciones públicas y privadas de Europa y América).)".  También describe cómo los turistas franceses, hasta bien entrado el siglo XX, se llevaron muchas estatuas.  Por lo tanto, a principios del siglo XX, era raro encontrar objetos jemeres in situ, y los coleccionistas locales y extranjeros, particularmente en Francia, habían acumulado colecciones de objetos jemeres. Muchos objetos de la región se exportaron a Europa y otros lugares y terminaron en museos como el Guimet de París. 
Durante la Segunda Guerra Mundial, mientras Francia estaba ocupada por la Alemania nazi, la región de Indochina estaba controlada de diversas formas por los japoneses, a nivel local, y después de la guerra, los franceses recuperaron el control. Siguió un período de 35 años de disturbios y guerras, incluyendo Dien Ben Phu y la guerra de Vietnam. A partir de entonces, Camboya cayó bajo el control del famoso régimen de los Jemeres Rojos. Algunos objetos abandonaron el país durante ese período, ya sea para salvarlos de la destrucción o con fines de saqueo. Los informes han sugerido que los responsables de los traslados de objetos fueron los funcionarios locales y las fuerzas armadas (tanto antes como después de los períodos de agitación). 
En 1992, un informe en The Christian Science Monitor describió las preocupaciones de los expertos en arte sobre una "degradación desenfrenada de sitios arqueológicos y un comercio acelerado de artefactos robados que arrasa el sudeste asiático" como consecuencia de la guerra en Camboya y la inestabilidad en la región.  Las estatuas estaban siendo retiradas de Angkor Wat y otros sitios por redes de contrabando que a menudo trabajaban en connivencia con funcionarios militares y políticos, incluida una importante red en Chiang Mai dirigida por un exministro del gobierno. 
El coleccionista Douglas Latchford, nacido en Gran Bretaña y radicado en Tailandia, dice que cuando él y otros coleccionistas atravesaron Camboya y Tailandia en la década de 1960, comprando y comercializando antigüedades camboyanas, no les preocupaba la procedencia, sino que se consideraban salvadores de artefactos que de otro modo podrían haber sido descuidado o destruido.  Muchos de los objetos que compraron fueron posteriormente donados o vendidos a museos. En la década de 2000, la evidencia de que los objetos habían sido saqueados convenció a varios museos importantes de todo el mundo a devolver los objetos a Camboya. 
Entre los objetos vendidos o donados a los principales museos por Latchford se encuentran una serie de raras estatuas antiguas jemeres, supuestamente saqueadas del sitio del templo de Koh Ker en Camboya, y al menos dos Budas Kushan sentados indios, saqueados de la antigua ciudad india de Mathura. Uno de los Budas sentados se ofreció originalmente, a través de la comerciante de Manhattan Nancy Wiener, al Museo Real de Ontario de Canadá, pero finalmente declinaron comprarlo debido a su dudosa procedencia. En 2000, fue comprado por la Galería Nacional de Australia, pero investigaciones posteriores expusieron al Buda sentado como una obra de arte saqueada y desde entonces ha sido repatriado a la India. Otros museos estadounidenses que, según se informa, recibieron artefactos asiáticos saqueados de Latchford incluyen el Museo de Arte de Denver, el Museo Kimbell en Ft. Worth, Texas, y el Museo Norton Simon. 
En 2013, el Met anunció que repatriaría a Camboya dos antiguas estatuas jemeres, conocidas como "Los asistentes arrodillados", que había adquirido de Latchford (en fragmentos) en 1987 y 1992.  Un portavoz del Met afirmó que el museo había recibido pruebas "dispositivas" de que los objetos habían sido saqueados de Koh Ker y exportados ilegalmente a Estados Unidos. 
En 2015, el Museo de Arte de Cleveland devolvió voluntariamente a Camboya una escultura del siglo X del dios mono hindú Hanuman, después de que un curador del museo descubriera pruebas de que había sido saqueada: la cabeza de la estatua apareció en el mercado de Bangkok en 1968. durante la guerra de Vietnam y su carrocería apareció en el mercado en 1972 durante la guerra civil de Camboya. El director del museo dijo: "Nuestra investigación reveló una probabilidad muy real de que fuera retirado de un sitio de enorme importancia para el reino de Camboya durante una época terrible y su devolución fue completamente consistente con los más altos estándares legales y fiduciarios".  Tess Davis, arqueóloga y abogada de la Coalición de Antigüedades, elogió la decisión del museo, pero dijo: "El Hanuman apareció por primera vez en el mercado, mientras Camboya estaba en medio de una guerra y enfrentaba un genocidio. ¿Cómo podría alguien no saberlo? ¿Se trataba de propiedad robada? La única respuesta es que nadie quería saberlo. 